# Голубевка (Липецкая область)
Голубевка — деревня в Архангельском сельсовете Елецкого района Липецкой области России. 
В деревне две улицы: Лесная и Центральная.

## География
Деревня связана грунтовыми дорогами с соседними населёнными пунктами, имеется автобусное сообщение. Расстояние до центра сельского поселения, посёлка Солидарность, — 12 км, до административного центра Елецкого района города Елец — 15 км.
Около деревни находится ландшафтно-геологический памятник природы — Голубевское обнажение.

## Население
| 2010 |
| ---- |
| 4    |